# Стефан Фундић
Стефан Фундић (Београд, 30. јун 1994) српски је кошаркаш. Игра на позицији крилног центра, а тренутно наступа за Борац из Чачка.

## Каријера
Фундић је од почетка сезоне 2014/15. до априла 2017. године играо за Беовук 72. У сезонама 2015/16. и 2016/17. био је статистички најкориснији играч Беовука. У Суперлиги Србије 2016/17. бранио је боје Вршца. Дана 12. јула 2017. године потписао је за Мега Бемакс. Две сезоне је провео у Меги, а затим је потписао за Задар. У Задру је био годину дана и освојио је Куп Хрватске. У јуну 2020. потписао је за Игокеу. У клубу из Лакташа задржао се две сезоне и допринео је освајању три домаћа трофеја — једног првенства и два купа. У августу 2022. прешао је у немачке Гисен фортисиксерсе, чије боје је бранио наредне две сезоне. У септембру 2024. вратио се у српску кошарку и потписао за Младост из Земуна. Средином јануара 2025. прешао је у Борац из Чачка.

## Успеси

### Клупски
- Задар:
  - Куп Хрватске (1): 2020.
- Игокеа:
  - Првенство Босне и Херцеговине (1): 2021/22.
  - Куп Босне и Херцеговине (2): 2021, 2022.